# Hans Steffan

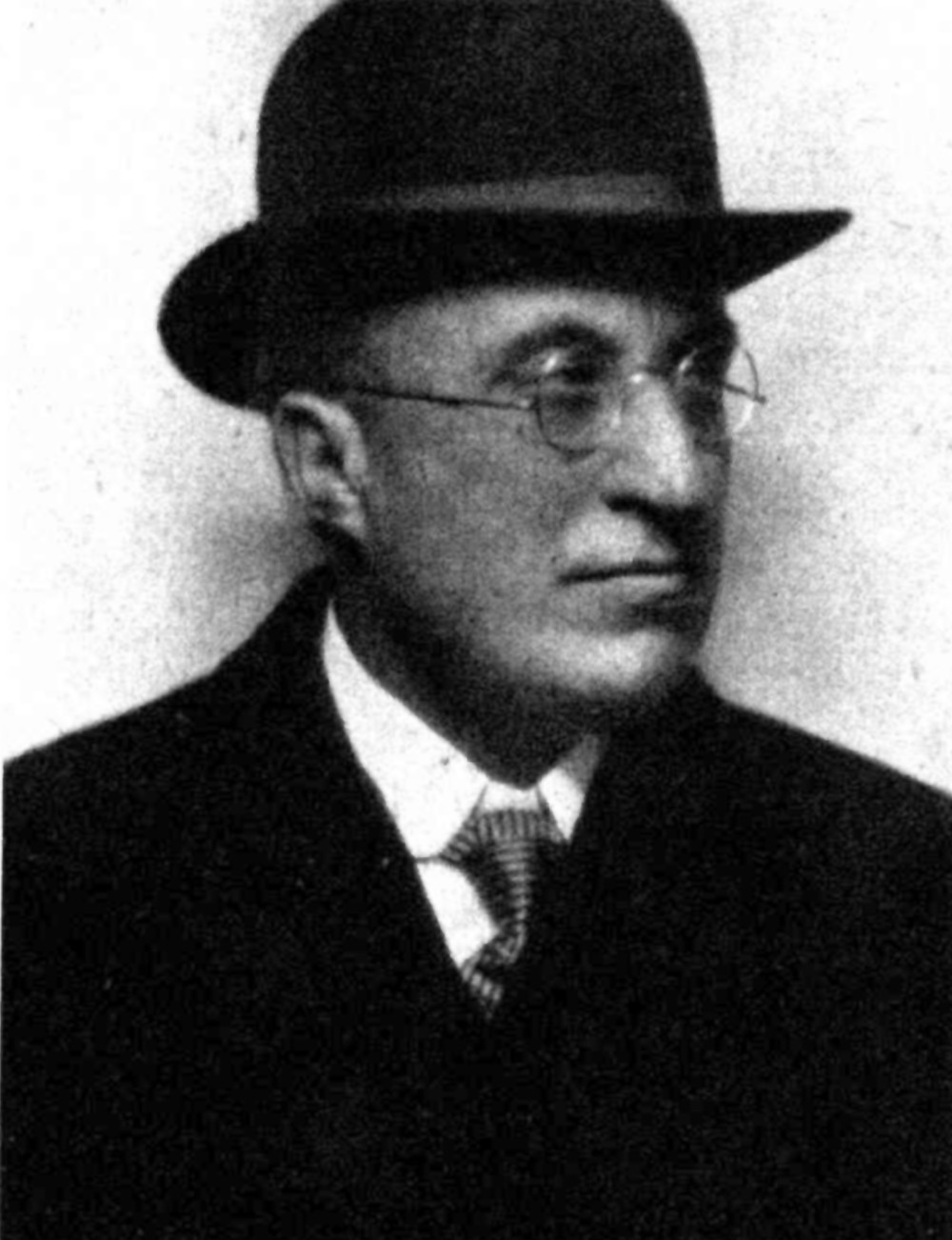
Hans Steffan

Hans Steffan (* 15. November 1877 in Wien; † 7. Juli 1939 in Berlin) war ein österreichischer Ingenieur und Lokomotivkonstrukteur.

## Leben und Werk
Hans Steffan besuchte die Staatsrealschule in Wien, später die Technische Hochschule. Nach Studienabschluss kam er 1900 als Lokomotivkonstrukteur zur Lokomotivfabrik der StEG und war zuletzt bis zur Schließung des Werkes 1930 Technischer Direktor bzw. „Vorstand des Konstruktionsbureaus“.
Steffan war gemeinsam mit Ernst Prossy, u. a. Schöpfer der Reihe 109 der Südbahngesellschaft und der eng verwandten Reihe 570.
Von 1905 bis 1938 war er, zeitweise gemeinsam mit Prossy, Schriftleiter der Zeitschrift „Die Lokomotive“. Prossy verfasste im Jahrgang 1939 dieser Zeitschrift einen Nachruf auf Steffan.
Steffan war gemeinsam Prossy u. a. Schöpfer der Reihe 109 der Südbahngesellschaft und der eng verwandten Reihe 570.
Im Jahr 1938 wurde Steffan vom Handelsgericht Wien zum Gerichtssachverständigen „für den Bau von Lokomotiven für Adhäsions- und Zahnradbahnen sowie von Lokomotivkesseln“ bestellt.

## Werke
- Die Lokomotive (Schriftleitung ab 1905)
- Viktor von Röll: Enzyklopädie des Eisenbahnwesens (zahlreiche Beiträge)